# کوین بابسون
کوین بابسون (انگلیسی: Kevin Bobson؛ زادهٔ ۱۳ نوامبر ۱۹۸۰) بازیکن سابق فوتبال اهل پادشاهی هلند است که در پست وینگر بازی می‌کرد.